# GNU Taler
O projeto é liderado por Florian Dold e Christian Grothoff da Taler Systems SA. Taler é a abreviação de "Reservas econômicas anônimas tributáveis Libre" e faz alusão às moedas Taler na Alemanha durante o início do período moderno. Tem apoio vocal do fundador do Projeto GNU, Richard Stallman. Stallman descreveu o programa como "projetado para ser anônimo para o pagador, mas os beneficiários são sempre identificados". Em um artigo publicado em Segurança, Privacidade e Engenharia de Criptografia Aplicada, o GNU Taler é descrito como atendendo a considerações éticas – o cliente pagante é anônimo enquanto o comerciante é identificado e tributável. Uma implementação é fornecida pela Taler Systems SA.